# Augustus Raymond Margary
Augustus Raymond Margary, född den 26 maj 1846 i Belgaum, presidentskapet Bombay, död den 21 februari 1875 i Tengyue, Yunnan, var en engelsk-indisk resande och diplomat. 
Margary var anställd vid konsulatväsendet i Kina och blev som tolk knuten till överste Brownes expedition, som från Burma skulle tränga in i Jynnan. Han for från Shanghai över land till Bhamo i det nordliga Burma och förenade sig den 15 januari 1875 med Browne; kort efteråt blev han mördad. Han var den förste europé, som korsade Sydkina. Man offentliggjorde hans Journal Notes of a Journey from Hankow to Talifu (1875).